# Los Laureles (Asunción)
Los Laureles es un barrio de la ciudad de Asunción, capital de la República del Paraguay.

## Geografía
El barrio Los Laureles está situado en la ciudad de Asunción, capital del Paraguay, en el Departamento Central de la Región Oriental, dentro de la bahía del Río Paraguay. Asunción, ciudad cosmopolita, donde confluyen personas de distintas regiones del país y extranjeros que la habitan, ya arraigados en ella. Se encuentra en una de las zonas más altas de la ciudad, por lo que no hay peligro de inundaciones.

## Clima
Vientos predominantes del norte y sur y clima tropical presenta el barrio Los Laureles; la temperatura media es de 28 °C en el verano y 19 °C en el invierno. El promedio anual de precipitaciones es de 1700 mm

## Límites
El barrio Los Laureles tiene como límitantes las avenidas Eusebio Ayala y República Argentina y las calles Félix de Azara y R.I.18 Pitiantuta.
- Al norte limita con el barrio Mariscal Estigarribia (Asunción).
- Al sur limita con el barrio Hipódromo.
- Al este limita con el barrio Villa Aurelia .
- Al oeste limita con el barrio Tembetary.

Vea la ubicación exacta del Barrio en Google maps

## Superficie
La superficie total del barrio Los Laureles es de 0,90 km², la topografía de la zona no presenta mayores variantes. El uso de suelo es comercial, industrial y habitacional.

## Transporte
Para el transporte, en el barrio Los Laureles, circulan la mayor cantidad de líneas de transporte urbanas e interurbanas como son: la línea 26, la línea 25, la línea 21, la línea 20, la línea 19, la línea 17, la línea 15, la línea 11, la línea 10, la línea 45, la línea 39, la línea 33, la línea 29 y la línea 27. Otras líneas de ómnibus que circulan por el barrio son: la línea 22 y la línea 33.

## Vías y medios de comunicación
Las principales avenidas del barrio Los Laureles son: la avenida Eusebio Ayala y la avenida República Argentina, ambas totalmente asfaltadas. Otras calles importantes del barrio son la calle Azara totalmente asfaltada y la calle R.I.18 Pitiantuta empedrada (actualmente asfaltada). Por la avenida Eusebio Ayala, que es una de las arterias más importantes, se accede al centro de la ciudad.
Operan cuatro canales de televisión abiertos y varias empresas que emiten señales por cable. Se conectan con veinte emisoras de radio que transmiten en frecuencias AM y FM. Cuenta con los servicios telefónicos de Copaco y los de telefonía celular, además cuenta con varios otros medios de comunicación y a todos los lugares llegan los diarios capitalinos.

## Población
La población total del barrio Los Laureles es de 4.010 habitantes aproximadamente, lo que representa una densidad poblacional de 4.423 hab./km². La población masculina es de 45% y la población femenina es de 55%.

## Demografía
Existen 860 viviendas aproximadamente. El promedio de habitantes por cada casa es de 4,8.
El porcentaje de cobertura de servicios es el siguiente:
- El 98% de las viviendas poseen energía eléctrica.
- El 96% de las viviendas poseen agua corriente.
- El 95 % de las viviendas poseen el servicio de recolección de basura.
- El 70 % de las viviendas poseen red telefónica.
- El 78 % de las viviendas poseen desagüe cloacal.

Predominan las viviendas lujosas y estándar.
La población mayoritaria presente pertenece a la clase alta o media alta, ya que muchas familias del barrio son de origen extranjero. Los institutos son, principalmente, de formación profesional en distintas áreas, pequeños empresarios, empleados y profesionales de mando medio.
En materia sanitaria cuenta con un centro de salud que ofrece los servicios de consultas, internaciones y asistencia materno – infantil
El barrio posee una escuela de nivel primario y un instituto de corte confección, masaje terapéutico, dactilografía, pedicuría, cosmetología y peluquería, todos privados y un colegio público de enseñanza diversificada.

## Instituciones y organizaciones existentes
Comisiones vecinales
Existe una comisión vecinal: su objetivo primordial es el mejoramiento integral del barrio, evitar la prostitución en el barrio y evitar la proliferación de niños en la calle y el mantenimiento general de ciertos paseos centrales y calles, la construcción de muros de contención, escalinata, desagües cloacales, puentes vehiculares, empedrados, la titulación de terrenos y la habilitación de espacios recreativos.
Otras
- Casa Uruguaya (Centro Uruguayo)

## Instituciones no gubernamentales
Religiosas
- Fraternidad Eclesial Espiritualista Universal.

Educativas
- Escuela Infantil Kata Viento
- Instituto Virgen del Rosario
- Instituto de Enseñanza Villa Aurelia
- Centro Educativo Los Laureles

## Instituciones gubernamentales
Educativas

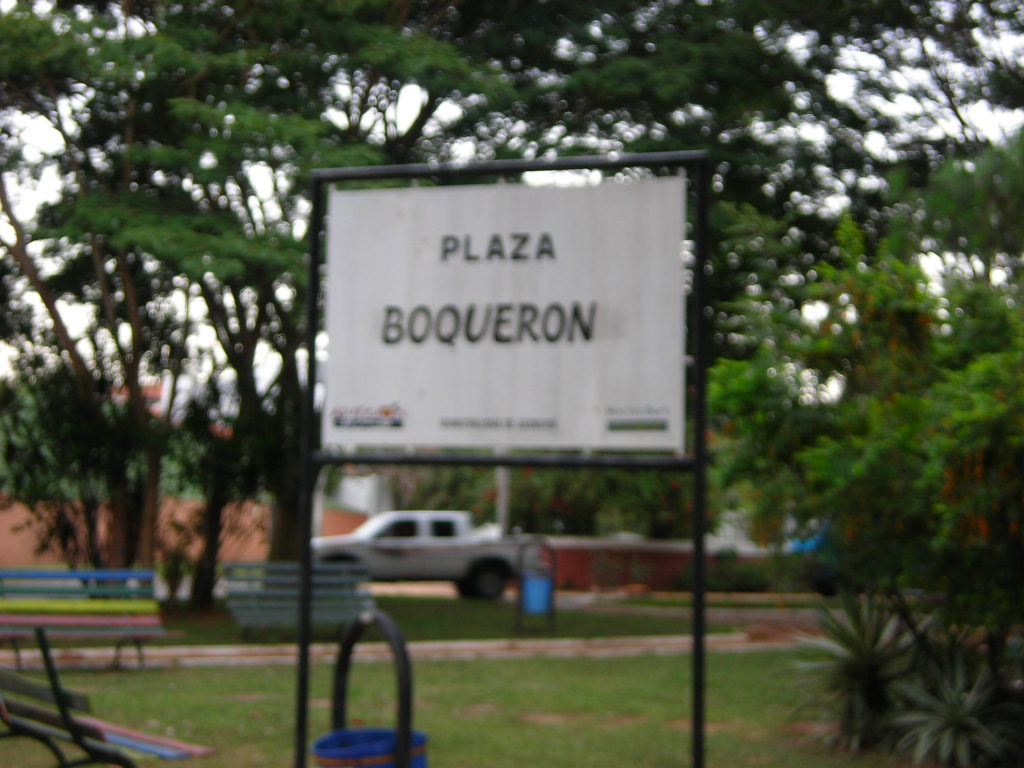
Plaza Boquerón.

- Colegio de Enseñanza Diversificada Pedro Juan Caballero.

Municipal^
- Plaza Boquerón
- Una plaza ocupada